# Graff (Geschlechter)
Graff ist der Name diverser wappenführender Familien, unterteilt in adelige Geschlechter und bürgerliche Familien des deutschen Sprachraumes, ohne erwiesenen Zusammenhang zueinander.

## Adelige Geschlechter

### Graff (Altmark)

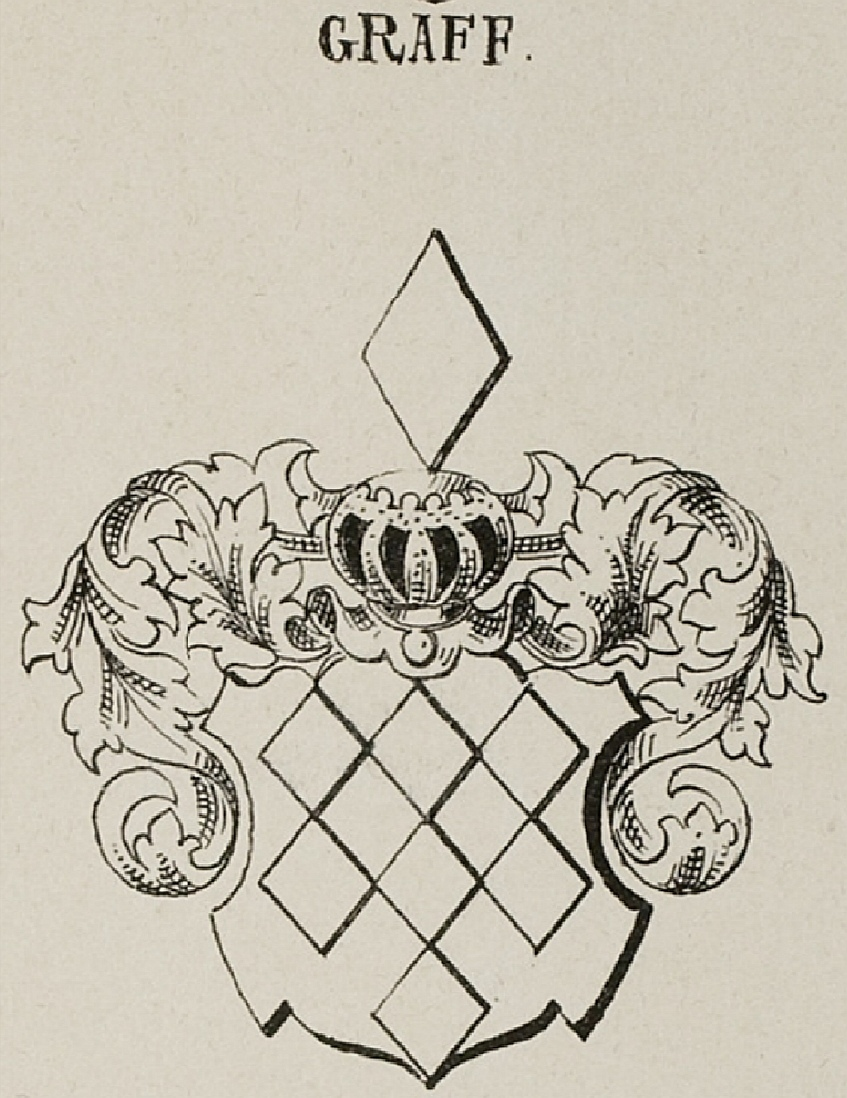
Wappen de Graff, von Grave

Diese Familie wurde auch Graf oder Grave geschrieben und war im Laufe des 17. Jahrhunderts in der Altmark begütert. Die Familie soll niederländischen Ursprungs sein. Dadurch wurde diese Familie in eine familiäre Nähe zu den De Graeff gestellt, was aber aufgrund eines diversen Wappen auszuschließen ist. Im früheren 18. Jahrhundert scheint diese Familie aus der Altmark verschwunden sein. 1739 siegelte noch Heinrich Friedrich von Graff, Fähnrich im Regiment Goltz, mit dem Familienwappen mit den sieben Rauten. Seine Mutter entstammte denn Von Schierstedt. Dieses Geschlecht ist in weiterer Folge im Mannesstamm ausgestorben.

#### Josua Georg de Graff
Josua Georg de Graff (auch de Grave, de Graf, de Gref sowie Josua Georg de Graff zu Jahme; gest. um 1699) war der Sohn eines Kapitäns (Hauptmann), der wohl aus dem niederländisch-belgischen Gebiet abstammte. Durch die Ehe mit Elisabeth Sophie von Rintorff verpflanzte sich die Familie in die sächsischen Altmark und nach Brandenburg-Preußen. Josua Georg de Grave ist aufgrund seines mütterlichen Erbgutes Mochow nördlich Wittenbergs nach Sachsen gekommen. Zwischen 1663 und 1699 scheint er als Gutsherr auf Welle (Stendal) auf. Er besaß weiters die Güter Mochow (nördlich von Wittenberg), Jahmo (Kreis Wittenberg) und Flessau (Osterburg). 1681 war er in einen Prozess mit seinem Pächter Andreas Stolle auf Gut Jahmo involviert. Er stand anfangs als Gefreiter-Korporal im kurbrandenburgischen Infanterieregiment Von Schwerin; sein höchster Dienstgrad war der eines Leutnants. Er hinterließ mit George Ludwig de Grave (de Graff) wohl nur einen Sohn und Erben.

### Graff (unbekannte Provenienz)
Ein Angehöriger dieser Familie oder dieses Zweiges, Mathias Graff, wurde 1605 in den Adelsstand versetzt. Es sind keine lebenden Nachkommen bekannt.

### Graff (Österreich)
Die adlige Linie dieser Familie startet mit Johann Anton Graff (1741–1807), österreichischer Generalmajor, der 1763 in den Freiherrenstand erhoben wurde. Sein Sohn Anton Graff (1769–1805) war ebenfalls Militär in österreichischen Diensten. die Familie ist im Mannesstamm erloschen.
Wappen: Gevierter Schild mit Herzschild. Herzschild: In Roth ein aufgerichteter rechtsschreitender goldener Löwe, in der rechten Pranke ein entblößtes Schwert haltend. 1 u. 4 in Blau eine weiße Mauer aus Quadern mit drei Schießlöchern und drei Zinnen. 2 u. 3 in Gold ein einwärtsgekehrter schwarzer Adler mit offenem Schnabel, rot ausgeschlagener Zunge, ausgebreiteten Flügeln und von sich gestreckten Krallen. Den Schild deckt die Freiherrnkrone; auf derselben stehen drei gekrönte Helme; auf dem rechten Helme der Adler von 2 u. 3, auf dem mittleren der Löwe des Herzschildes, auf dem linken ein mit den Sachsen nach innen gekehrter blauer Adlerflügel aus einer weißen Quadermauer hervorwachsend.

### Graff zu Kampill und Ehrenfeld (Tirol)
Stammherren dieser Familie Graff, auch Graf, sind die Gebrüder Johann Jakob Graff von Ehrenfeld, Bürgermeister von Bozen von 1765 bis 1770, und Franz Graff, welche 1769 mit dem Prädikat zu Kampill in den Adelsstand erhoben wurden. Johann Jakob Graff erhielt als Kommandant der Tiroler Landesschützen 1801 den Maria-Theresien-Orden und wurde dadurch mit dem Prädikat von Ehrenfeld in den freiherrlichen Stand erhoben. Diese Familie ist um 1814 erloschen.
Wappen: Gevierter Schild mit Herzschild. Herzschild: in Silber ein roter gekrönter Adler mit ausgebreiteten Flügeln. 1 u. 4 in Gold ein schwarzer Greif, 2 u. 3 in Roth eine silberne, im Schnabel einen Ölzweig tragende, dem rechten oberen Winkel zufliegende Taube. Den Schild deckt die Freiherrnkrone; auf derselben drei gekrönte Helme, deren mittlerer ins Visier gestellt, die äußern zu einander gekehrt sind. Auf dem rechten Helme ist der Greif von 1 u. 4 links gewendet; auf dem linken drei vorwärts geneigte Straußfedern, die erste und dritte rot, die mittlere silber.

### Graff von Gräffenberg
Dieses Geschlecht nahm mit zwei Cousins namens Graff ihren Ursprung, die 1571 das Prädikat von Gräffenberg erhielten. Das Geschlecht ist abgestorben.

### Graff von Graffenfeld (Leipzig)
Johann Graff der Ältere wurde 1679 in den Adelsstand erhoben, und mit dem Prädikat Graffenfeld bedacht. Sein Stamm ist erloschen.

### Graff von Ortenberg (Österreich)
Eine Familie, die 1812 durch Simen (Simon Graff), Hauptmann in der österreichischen Armee, mit dem Prädikat von Ortenberg nobilitiert wurde. Die Familie gilt als im Mannesstamm erloschen.

### Graff zu Graffenstein (Österreich)
Der kk Oberleutnant Josef von Graff wurde 1763 mit dem Prädikat zu Graffenstein in den Freiherrenstand erhoben.

### Graff von Daruvár (Ungarn)
Adelsstand für Carl Graff als Haupterwerber und für seine Kinder Koloman Mathäus, Elisabet und Emilie als Nebenerwerber.
Wappen: In Blau ein pfahlweise aufgerichteter Schiffsanker, mit durch das Öhr gezogenem Tau. – Kleinod: Zwischen offenem Fluge, drei (1, 2) goldene Sterne – Decken: braun

### Graff de Pancsova (Österreich-Ungarn)
Die Familie stammt aus Poysdorf in Niederösterreich. Stammherr ist Bernhardt Graff, geb.ca. 1620
Mitnachbar (Kleinbauer) zu Höbersbrunn. Sein Urenkel Karl Graff, geb. 22 Oct.1718, ist Vater de Johann Paul Graff, geb. Höbersbrunn 1 Oct.1762. Dieser wanderte ca. 1786 in das Banat, in die damalige Österreichische Militärgrenze aus und wurde in Pancsova als Schreinermeister ansässig. Sein Sohn Bartholomäus Graff, geb. Pancsova 11 Sept.1791, war als Kaufmann tätig und erbaute das Stadthaus in Pancsova. Dessen Sohn Wilhelm Hermann Graff, geb. 21 Sept.1813, Bürgermeister und Apotheker ebendort, mit Elisabeth Zoldy de Zold verehelicht, erlangte 1881 den ungarischen Adelsstand mit dem Prädikat de Pancsova. Sein Sohn Ludwig Graff de Pancsova (1851–1924), Zoologe, war Rektor an der Karl-Franzens-Universität in Graz. Die Familie blüht noch heutzutage.

## Ohne Anschluss
- Vinzenz Baron Graff, k. f. Landesgerichtsrat in Innsbruck, 1847 Tiroler Oberschützenmeister[10]

## Bürgerliche Familien

### Graff (Leipzig)
Johann Graff senior (geb. 1638 in Dresden; gest. 1702 in Leipzig), Kaufmann zu Leipzig verfügte über folgendes Wappen: Im Schild ein achtstrahliger Stern, der sich auf dem Helm zwischen zwei Flügeln wiederholt.

### Graff (Reval)
Diese Familie Graff war in Reval, dem heutigen Tallinn, ansässig. Ein Waldemar Graff wird 1743 genannt. Das Wappen ist wie folgt: Auf einem Boden zwei Bäume hinter denen ein Ross hervorspringt. Helm: wachsendes Ross.

### Graff (Bergisches Land)
Aus dieser Familie werden folgende Richter des Amtes Löwenburg genannt: Johann Wilhelm Graff (begraben in Vilich), Melchior Graff (begraben im Ramersdorf) und Johann Hermann Graff (gest. 1766). Ein weiteres Familienmitglied war Franz Anton Bernhard Ottokar Graff (* 1733). Wappen wie folgt: G. Balken begleitet von drei g. Sternen in B. Decken b. g.

## Quelle
- Stammbuch des blühenden und abgestorbenen Adels in Deutschland, Band 2, S. 55, herausgegeben von Otto Titan von Hefner (1863)